# Coptoclavia africana
Coptoclavia africana is een keversoort uit de familie Coptoclavidae. De wetenschappelijke naam van de soort is voor het eerst geldig gepubliceerd in 1975 door Texeira.